# Formule de Lewis
Ne doit pas être confondu avec le modèle économique de Lewis.
En chimie, une structure de Lewis est une représentation en deux dimensions de la structure électronique externe des atomes composant une molécule ou un ion. Inventée par Gilbert Lewis, elle se base sur la topologie de la molécule (connexion entre les atomes par des liaisons covalentes) et sur la théorie de la valence. Elle concerne les atomes du groupe principal.

## Définition
La structure de Lewis consiste à définir la localisation des électrons sur ou entre les atomes de la molécule. Seuls les électrons de valence sont considérés. On obtient ainsi une certaine vision de la structure électronique de la molécule par ses doublets libres, ses doublets liants (liaisons simples, doubles ou triples), ses lacunes et ses éventuels électrons célibataires (dans le cas des radicaux).

### Un code de représentation

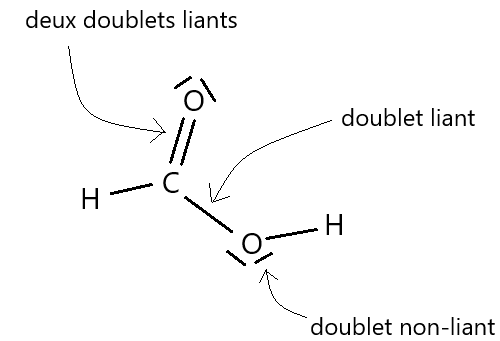
Représentations des doublets liants et non liants dans la formule de Lewis de l'acide formique.

Dans cette représentation, les électrons célibataires sont notés par des points et les paires d'électrons par des traits (plus rarement par deux points). Les traits peuvent être localisés sur un atome (doublet libre ou non liant) ou entre les atomes (doublet liant, liaison covalente). Une lacune électronique se représente par un rectangle vide.

### Construction
Deux types de construction sont envisageables soit en faisant le maximum de liaison, soit en imposant l'octet. Dans tous les cas, une structure de Lewis est d'autant plus probable que :
1. Elle respecte la règle de l'octet (ou du duet pour l'hydrogène) ;
2. Elle ne présente pas de séparation de charge ;
3. Les éventuelles charges sont cohérentes avec l'électronégativité des atomes.

Les deux approches présentées ici se basent sur une connaissance préalable du squelette de la molécule, c'est-à-dire de quel atome est relié à quel autre atome.

#### Construction par le maximum de liaison

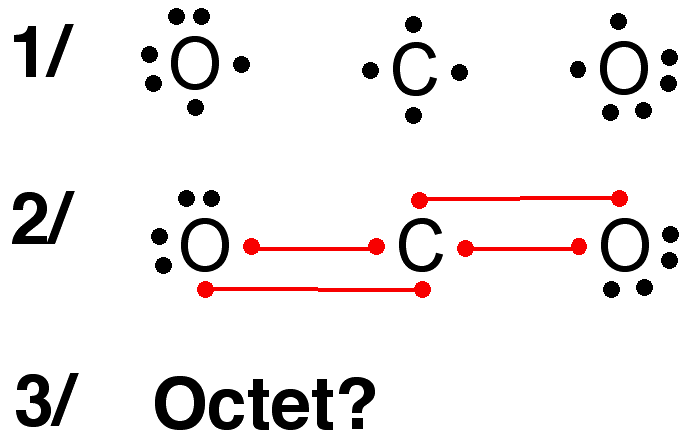
Exemple de construction par maximum de liaison (cas du dioxyde ce carbone).

Cette approche est la plus courante, et la plus rapide à utiliser. Elle se fait en trois étapes :
1. Écrire les structures électroniques des atomes (à ce stade les paires d'électrons peuvent être dé-appariées — comme dans le carbone de CO2) ;
2. Relier un maximum de paires d'électrons (en respectant l'octet - paires libres ou paires liantes). Les liaisons du squelette doivent apparaitre dans cet appariement ;
3. Vérifier l'octet (cette approche assure d'avoir la neutralité des atomes, mais pas le respect de l'octet).

Remarque : cette approche conduit parfois à des hypervalences mal contrôlées car dé-apparier les paires d'électrons des atomes est parfois délicat. L'octet n'est pas garanti et doit être vérifié.

#### Construction par l'octet imposé

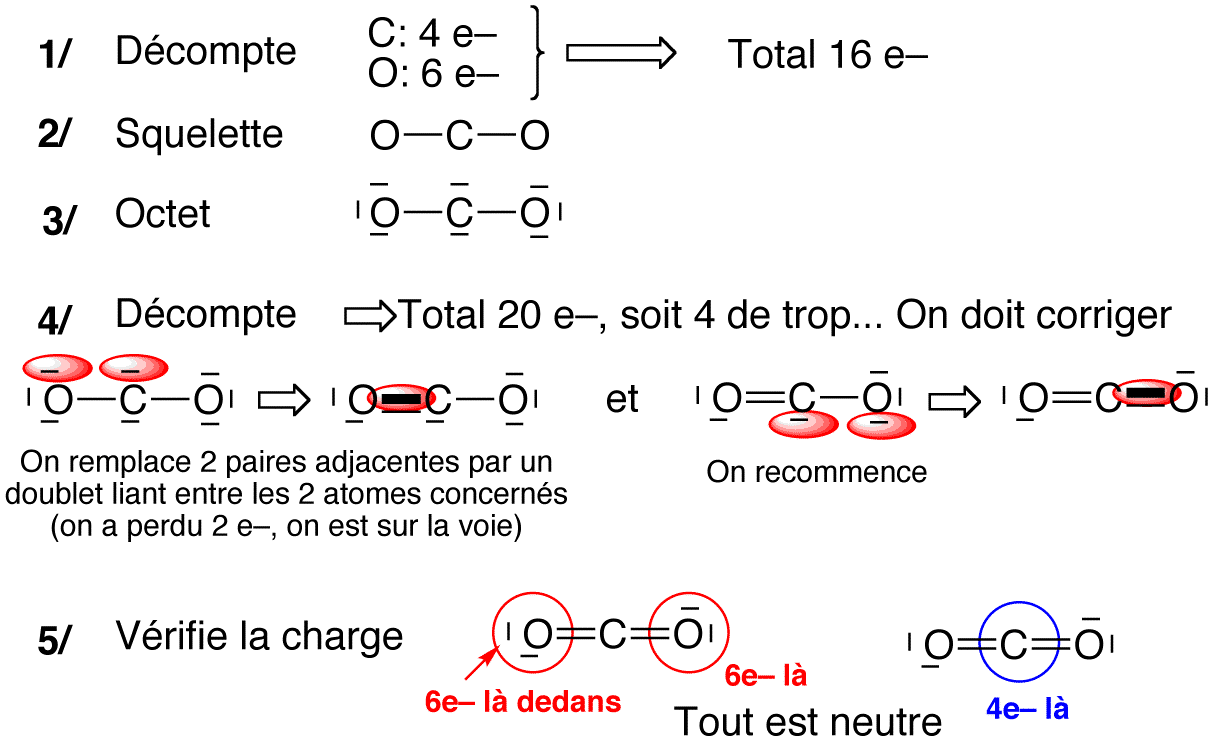
Exemple de construction par l'octet imposé (dioxyde de carbone).

Cette approche (qui est plus longue à appliquer) est la plus systématique. Elle conduit toujours à une bonne structure de Lewis car l'octet est imposé.
Cette approche se fait en cinq étapes :
1. Compter le nombre total d'électrons de valence (n) ;
2. Composer le squelette de la molécule ;
3. Compléter à l'octet partout ;
4. Compter le nombre d'électrons présents dans le schéma trouvé à l’étape précédente (étape 3), et comparer à n :
  - s'il manque des électrons, rajouter une paire libre sur l'atome pouvant être hypervalent,
  - s'il y a trop d'électrons, ôter deux paires libres adjacentes et les remplacer par une liaison entre les atomes concernés (liaisons multiples) ;
5. Compter les charges, et réduire l'excès de charges plus ou moins adjacentes en prenant un doublet libre du – et en faisant une liaison multiple vers son voisin + (si ce voisin peut être hypervalent).

## Validité et postérité

### Contexte historique
Les structures de Lewis ont été inventées par Gilbert N. Lewis en 1916, et se basent sur la théorie de la valence de Richard Abegg, qui date de 1904. La théorie de Lewis et ses prérequis sont donc étrangers à la mécanique quantique qui allait révolutionner la compréhension de la chimie, et qui n'en était en 1916 qu'à ses prémices. Les formules de Lewis sont notamment antérieures de plus de dix ans aux orbitales moléculaires, une approche qui ne commence à être développée qu'à partir de 1927. Par conséquent, utiliser les structures de Lewis aujourd'hui implique d'en connaître les défauts.

### Exceptions à la règle de l'octet
Sans remettre en cause la validité de la méthode, certains ajustements sont à connaître et à pratiquer pour obtenir des formules de Lewis plus réalistes :
- Les atomes d'hydrogène ont au maximum deux électrons autour d'eux. On parle pour eux de « règle du duet ».
- Les atomes de la colonne 13 (bore, aluminium, etc.) sont souvent électrodéficients : il s'agit d'une violation par défaut de la règle de l'octet. Ces atomes ont exactement six électrons autour d'eux, on parle d'une lacune (représentée par un petit rectangle vide). Le bore et les carbocations ont une lacune. La lacune confère à l'atome une acidité particulière pour les électrons voisins (acidité de Lewis).
- À partir de l'élément silicium, les atomes peuvent outrepasser la règle de l'octet. On parle alors d'« hypervalence » (exemples : PCl5, SF4). Les atomes concernés sont particulièrement le soufre, le phosphore, le xénon).

### Cas où cette représentation est mise en défaut

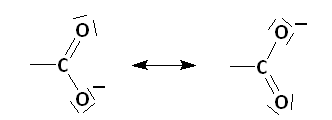
Formes mésomères du groupe CO^{2−}, en utilisant les notations des formules de Lewis

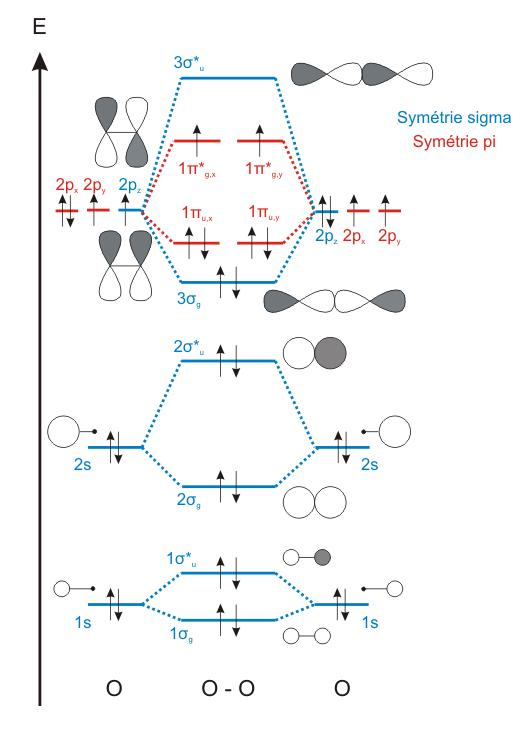
Diagramme d'orbitales moléculaires du dioxygène, qui prédit le paramagnétisme que la structure de Lewis ne prédit pas

Une structure de Lewis n'est qu'une représentation simplifiée de la structure électronique. En général les erreurs se corrigent par la prise en compte de plusieurs structures de Lewis (comme dans CO2−), on parle de mésomérie. On rencontre cependant quelques cas, emblématiques, où cette écriture est mise en défaut, et ne peut être corrigée simplement.
C'est le cas du dioxygène. Pour cette molécule, la représentation de Lewis donne : . Dans cette représentation, chaque électron se retrouve apparié (sous forme de doublet), ce qui donnerait à la molécule de dioxygène des propriétés diamagnétiques. Or celle-ci est paramagnétique, car elle présente des électrons non-appariés. L'approche correcte se fait par les orbitales moléculaires, qui prédisent bien ces électrons non-appariés et donc ce paramagnétisme.

### Un modèle encore actuel
Malgré ses limites, la structure de Lewis demeure un outil indispensable pour les chimistes et permet d'expliquer la composition et la réactivité de nombreux composés, notamment en chimie organique, où les mécanismes réactionnels sont souvent décrits en utilisant le code de représentation des structures de Lewis. Elle permet aussi souvent de prédire correctement la géométrie des molécules via la méthode VSEPR.

## Exemples
Octet respecté : Molécule d'eau

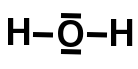
Formule de Lewis de l'eau.

Octet non respecté par excès : Molécule d'acide sulfurique

Formule de Lewis de l'acide sulfurique.

Lacune électronique : Molécule de borane

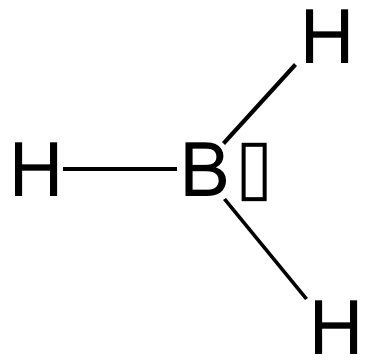
Formule de Lewis du borane.

Octet imposé et hypervalence : Ylure de phosphore

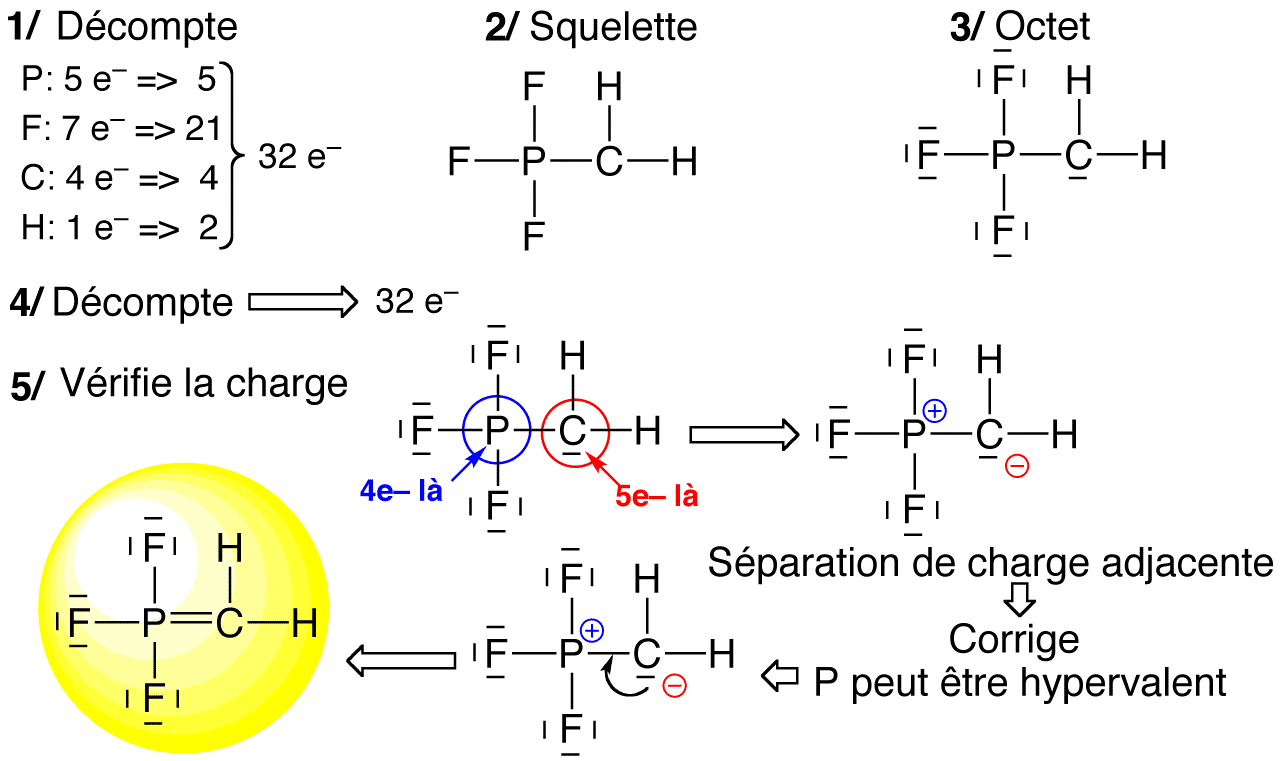
Construction de la formule de Lewis de l'ylure de phosophre par la méthode de l'octet imposé.